# Physostigma laxius
Physostigma laxius är en ärtväxtart som beskrevs av Hermann Merxmüller. Physostigma laxius ingår i släktet Physostigma och familjen ärtväxter. Inga underarter finns listade i Catalogue of Life.